# ادگار رایس باروز
ادگار رایس باروز (به انگلیسی: Edgar Rice Burroughs) (زادهٔ ۱ سپتامبر ۱۸۷۵ – درگذشتهٔ ۱۹ مارس ۱۹۵۰)، نویسندهٔ آمریکایی و خالق شخصیت مشهور تارزان بود. نخستین کتاب او از این مجموعه «تارزان میمون‌ها» نام داشت و پس از آن بیش از ۲۰ داستان دیگر بر اساس شخصیت تارزان نوشت که تاکنون دستمایهٔ ساخت فیلم‌های بسیاری قرار گرفته‌است. باروز در عین حال نویسندهٔ داستان‌هایی در ژانر علمی-تخیلی نیز بود و از آن جمله می‌توان به «خدایان مارس» (۱۹۱۳) اشاره نمود.

## زندگی
ادگار رایس باروز در سپتامبر ۱۸۷۵ در شیکاگوی آمریکا زاده شد. او پسر تاجری ثروتمند بود و در مدارس خصوصی‌ای در شیکاگو، در آکادمی معتبر فیلیپس در آندوور ماساچوست (که از آنجا اخراج شد) و در آکادمی نظامی میشیگان (که مدت کمی در آنجا تدریس نمود) تحصیل کرد. او در فاصلهٔ ۱۸۹۷ تا ۱۹۱۱ شغل‌های گوناگونی را در شیکاگو و آیداهو امتحان کرد که در هیچ‌کدامشان موفق نبود. او که دارای همسر و سه فرزند بود شروع به نوشتن آگهی و داستان‌های تخیلی کرد. نخستین داستان او، «زیر اقمار مارس» نام داشت که در مجلهٔ ماجراجویی آل-استوری در ۱۹۱۱ به چاپ رسید. موفقیت این اثر تا آنجا بود که باروز به یک نویسندهٔ تمام‌وقت بدل شد.
او در ۱۹۱۲ شخصیت تارزان، پسر نجیب‌زاده‌ای انگلیسی که پس از گم شدنش در جنگلی در آفریقا در کودکی توسط میمون‌ها بزرگ می‌شود را خلق نمود. نخستین کتاب از این مجموعه با عنوان «تارزان میمون‌ها» (به انگلیسی: Tarzan of the Apes) در ۱۹۱۴ به‌چاپ رسید و پس از آن ۲۵ داستان دیگر از این سری منتشر شد. تارزان خیلی زود مورد توجه قرار گرفت و داستان‌هایش به بیش از ۵۶ زبان دنیا ترجمه گردید.
باروز کار نویسندگیش را ادامه داد و در مجموع ۶۸ کتاب را به چاپ رساند. او در طول جنگ جهانی دوم به کار گزارشگری برای لوس آنجلس تایمز پرداخت و در سن ۶۶ سالگی مسن‌ترین گزارشگر جنگی تا آن زمان بود.
ادگار رایس باروز در ۱۹ مارس ۱۹۵۰ در کالیفرنیا درگذشت.